# Cambodge nouveau
 (décembre 2016).
Si vous disposez d'ouvrages ou d'articles de référence ou si vous connaissez des sites web de qualité traitant du thème abordé ici, merci de compléter l'article en donnant les références utiles à sa vérifiabilité et en les liant à la section « Notes et références ».
Cambodge nouveau est un magazine consacré à l’actualité du Cambodge publié de 1994 à 2014.

## Historique
Créé en février 1994 par Alain Gascuel, journaliste Français, Cambodge Nouveau était une publication mensuelle payante traitant de thèmes spécifiques liés au Cambodge. Depuis janvier 2015, Cambodge Nouveau lance ses hors-séries basés sur les archives du journal. Ces hors-séries traitent des thèmes comme le tourisme au Cambodge, la politique intérieure ou le développement économique. Ce projet est mené en partenariat avec KhmerDev, une entreprise spécialisée dans le service informatique au Cambodge.

### Débuts
Le Cambodge disposait il y a 20 ans de très peu d’informations objectives, fiables et précises. Pour répondre à la demande croissante du public, Alain Gascuel, journaliste passionné par ce pays, où il est déjà venu en 1971 et 1973 pour couvrir la guerre, décide en 1994 de créer ce magazine. L’objectif de Cambodge Nouveau est de fournir des informations à jour à tous ceux qui s'intéressent à ce pays très méconnu, aux responsables, Français et Cambodgiens francophones, établis au Cambodge ou ailleurs.
Cambodge Nouveau traite en profondeur un large éventail de thèmes : économie (investissements, énergie,  confection, finances, agriculture, urbanisme, immobilier, commerce extérieur, …), tourisme et éco-tourisme,  archéologie, politique intérieure, frontières, politique extérieure avec l’intégration dans l'ASEAN, points d'Histoire, compte-rendu de livres…
Au cours de ces 20 dernières années, Alain Gascuel a interviewé près de 250 personnes, des chefs d’entreprise, des spécialistes des divers secteurs économiques et culturels, de hauts responsables dans l'administration, des leaders politiques cambodgiens jusqu'aux plus hauts niveaux au sein du gouvernement comme dans l'opposition. Citons par exemple ses entretiens avec Khieu Kanharith, Om Yentieng, Olivier de Bernon, Sok Chenda, Sam Rainsy,  Lao Mong Hay,  Mong Reththy, Pung Kheav Se, Sok Siphana, Inn Channy,  Vann Molyvann, Van Sou Ieng, Gildas Le Lidec, Dominique Catry, Var Kim Hong,Thong Khon ministre du Tourisme,  le Ministre des Affaires étrangères et de la Coopération Hor Namhong,  le ministre du Commerce Extérieur Cham Prasith (en),  Hang Chuon Naron (en), ministre de l'Éducation, de la Jeunesse et du Sport...
La collection de Cambodge Nouveau constitue pour la période 1994 - 2014 une sorte d’encyclopédie constamment mise à jour.

## Concept des hors-séries
Cambodge Nouveau c’est près de 6 000 articles, actualité du Cambodge et études de fond, de 1994 à nos jours.
La demande d'informations précises et objectives sur des domaines jugés sensibles reste croissante. En février 2015, Cambodge Nouveau lance son concept de hors-séries tirés de ses archives afin de répondre à cette demande. Chacun des hors-série réunit un choix de textes et d'entretiens d’experts classés par thèmes.
Ces hors-série sont le fruit d’une collaboration entre Alain Gascuel, directeur de Cambodge Nouveau, et KhmerDev, une entreprise de services numériques basée à Phnom Penh.

### Sortie des hors-séries
- Février 2015 : Sortie du premier hors-série sur l’Archéologie au Cambodge
- Mars 2015 : Sortie du deuxième hors-série sur les Frontières du Cambodge
- Juin 2015 : Sortie du troisième hors-série sur la Mer de Chine méridionale
- Juillet 2015 : Sortie du quatrième hors-série sur le développement de la ville de Phnom Penh.
- Décembre 2015 : Cinquième hors-série sur l'énergie au Cambodge